# Тюбберген
Тюбберген (нід. Tubbergen, Нідерландською: [tʏˈbɛrɣə(n)] ( прослухати)) — муніципалітет і місто на сході Нідерландів, у провінції Оверейсел, на кордоні з Німеччиною.

## Населені пункти муніципалітету
Міста
- Тюбберген

Села
- Алберген
- Вассе
- Гарбрінкгук
- Гестерен
- Лангевен
- Мандервен
- Маріапарохі
- Ретюм
- Флерінген

Селища
- Гезінген
- Мандер

## Визначні мешканці
- Герко Схредер (нар. 1978) — нідерландський вершник, олімпійський медаліст.